# Naszyjnik

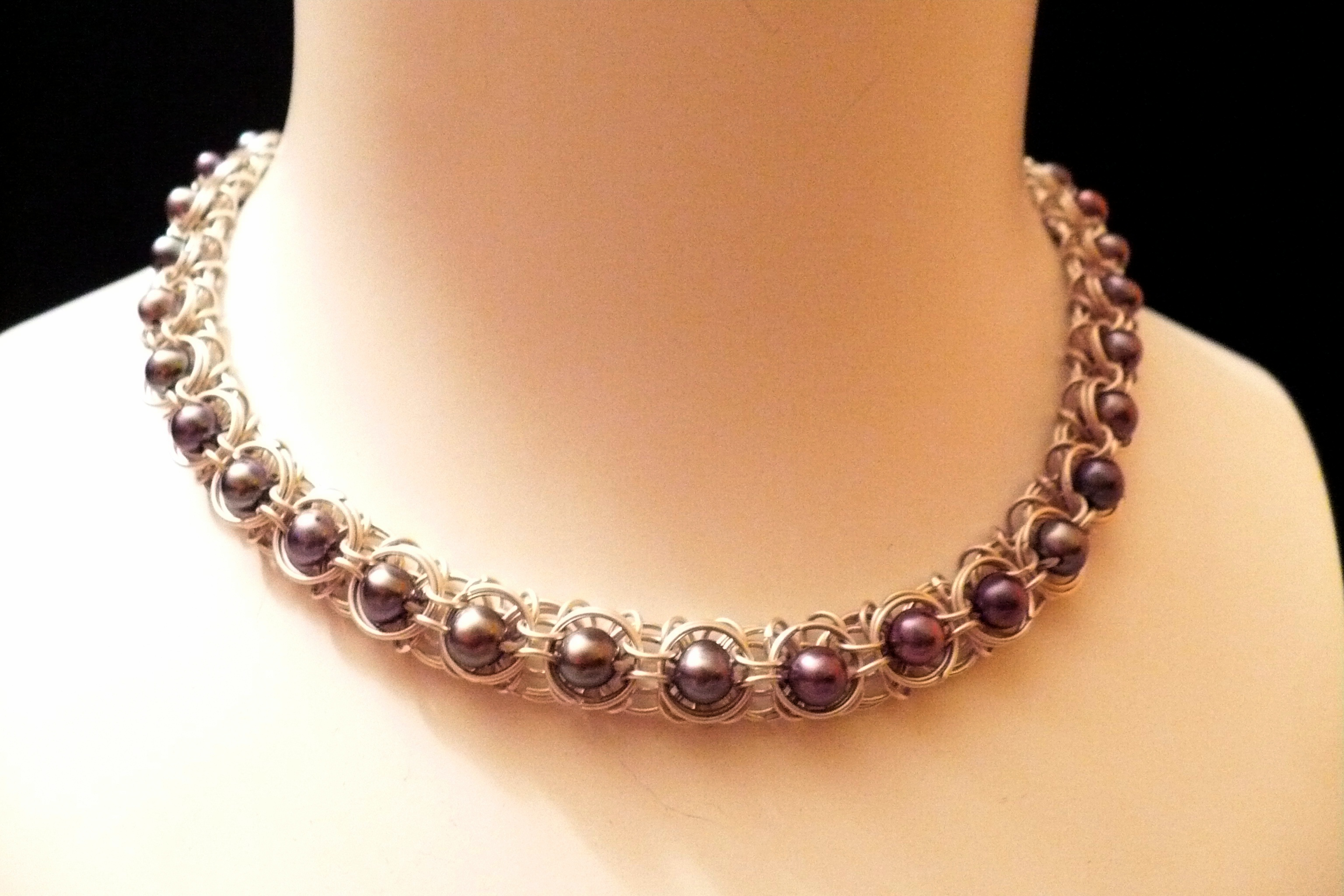
Współczesny naszyjnik ze srebra i przemysłowych pereł

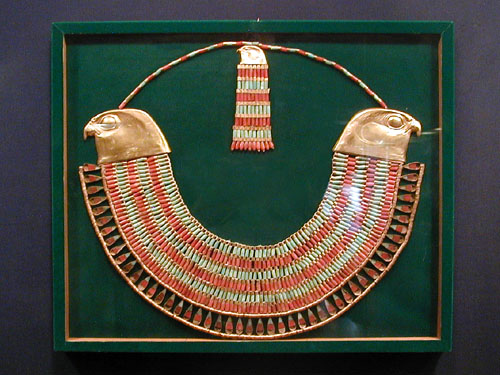
Naszyjnik egipskiej księżniczki
(XIX wiek p.n.e.)

Naszyjnik – ozdoba na szyję noszona zazwyczaj przez kobiety, rzadziej przez mężczyzn; ze względu na wartość materialną często zaliczana do biżuterii.
Najczęściej wytwarzany z metalu w formie łańcuszka, który ma postać różnych splotów (m.in. „pancerki”, „kostki”), często połączonego z medalionem albo wisiorkiem. W różnych kulturach i cywilizacjach wyrabiano też naszyjniki ze sznurków, rzemieni, tkanin i podobnie różnorodnych materiałów. Łączone bywały z kamieniami (również szlachetnymi), muszlami, nasionami roślin bądź z elementami drewnianymi różnych kształtów i rozmiarów.
Naszyjniki stanowiły typowy i nieodłączny element biżuterii od czasów najstarszych cywilizacji. Znane były już w epoce paleolitu środkowego, wykonywane z muszli mięczaków. Później wytwarzano je również z kamienia, kości i zębów zwierzących. Dzięki opanowaniu technik pozyskiwania metali zaczęto je wyrabiać z miedzi, brązu, złota, srebra, a także z fajansu, szkła (pasty szklanej) i innych materiałów.